# 고가네이시
고가네이시(일본어: 小金井市)는 일본 도쿄도에 있는 시이다.

## 개요
시는 대략 중앙에 위치하는 무사시코가네이역을 중심으로 동서로 JR 주오선과 이쓰카이치 가도가, 남북으로 고가네이 가도와 신코가네이 가도가 지난다. 시내 대부분이 주택지이며, 자체 산업이 적은 베드타운형 도시이다. 북쪽에는 벚꽃 명소로 알려진 고가네이 공원, 남쪽에는 '하케(後術)'를 중심으로 자연림이 있고, 도립 무사시노 공원, 도립 노가와 공원, 다마 공원과도 접하는 등 시내에는 녹지가 많이 있다.
JR 주오선 무사시코가네이역 건널목은 1시간 중 59분 간 닫혀 있던 건널목으로 유명하여 '열리지 않는 건널목'으로 불렸으나 2003~2009년 사이에 실시된 고가화 공사로 건널목이 사라지면서 과거의 일이 되었다.

## 지리
지리적으로 도쿄의 대략 중앙에 있고 도쿄도청이 있는 신주쿠구에서 서쪽으로 약 20km 떨어져 있다. 서쪽으로 고쿠분지시, 북쪽으로 고다이라시, 니시토쿄시, 동쪽으로 무사시노시, 미타카시, 남쪽으로 후추시와 접한다. 주오 본선이 동서로 횡단한다.
고가네이에는 남북으로 두 개의 커다란 공원이 있다. 북쪽은 고가네이 공원으로 에도 도쿄 박물관의 지부인 에도 도쿄 건물원이 있다. 남쪽은 노가와 공원과 다마 묘원으로 도쿄도에서 가장 큰 녹림 지역 중 하나이다.
인구 밀도는 10,000명/km2가 넘는다.

## 역사
현재 고가네이시에 해당하는 지역은 역사적으로 무사시국 다마군의 일부였다.
- 1889년 4월 1일 - 정촌제가 시행되어 고가네이촌을 비롯한 여러 지역을 합병하여 고가네이촌이 탄생하였다.
- 1893년 - 다마군이 가나가와현에서 도쿄부로 이관되어 도쿄부 기타타마군 고가네이촌이 되었다.
- 1937년 - 정제가 시행되어 기타타마군 고가네이정이 되었다.
- 1958년 10월 1일 - 시로 승격하여 현재의 고가네이시가 되었다.

### 이름의 유래
고가네이(小金井)라는 이름의 유래에 대해서 여러 가지 설이 있는데 하나는 시의 「해」(벼랑을 일컫는 것) 남쪽을 가나이바라라고 부르던 것을 「고가네하라」로 읽었다는 것이고 다른 하나는 '솔'을 따라 황금만큼 풍부한 샘물이 있는 것을 '황금정'이라 칭했다는 것이다.

## 행정

### 역대 시장
- 초대: 스즈키 세이이치 1958년 10월 1일 - 1967년 4월 30일
- 2대: 세키 아야지로 1967년 5월 1일 - 1971년 4월 30일
- 3대: 나가토시 토모키 1971년 5월 1일 - 1979년 4월 30일
- 4대: 다이세이노 헤이스케 1979년 5월 1일 - 1981년 5월 8일 (여성을 동반한 출장 문제로 사직하였다.)
- 5대: 호타테 아키라 1981년 5월 31일 - 1987년 3월 5일 (노인 입원 위로금 지급조례 문제로 사직하였다.)
- 6대: 오쿠보 신시치 1987년 4월 26일 - 1999년 4월 25일
- 7대: 이나바 타카히코 1999년 4월 26일 - 2011년 4월 25일
- 8대: 사토 카즈오 2011년 4월 27일 / 2011년 11월 12일 (쓰레기 처리 문제로 사직하였다.)
- 9대: 이나바 타카히코 2011년 12월 18일 - 2015년 12월 17일
- 10대: 니시오카 신이치로 2015년 12월 18일 - 현직

### 정책·시책
지하수를 보전하기 위한 '고가네이시의 지하수 및 용수를 보전하는 조례'와 '고가네이시 빗물 침투 시설 등 설치 조성금 교부 요강'을 정하고 있다. '도쿄의 명약수'라고 불리는 수원을 보호하기 위해서이다.

### 지자체 교류
- 우호 도시
  - 미야케촌(도쿄도) - 에도 막부 말기의 협객 고가네이 고지로가 귀양간 미야케지마에서 우물을 파서 섬 사람들의 사랑을 받은 것이 인연이다. 최근의 도민 대피 협약은 고가네이시에서 지원을 하고 있으며 1978년에 체결되었다.

### 재정
- 과거 경상수지 비율은 1996년도에 111.4%로 민간회사의 조사에서 일본의 시 중 최악으로 여겨졌다. 현재로는 91.2%로 회복되었지만, 여전히 방심할 수 없는 상황이다.

- 1960년대 중반에 건설된 시청은 노후화가 심해 쇼와 시대 말기부터 개축이나 이전이 자주 논의되어 왔다. 향후 이전이 결정되었던 자노메 미싱 공업 고가네이 공장의 용지를 매수하여 신청사 정비가 완료될 때까지 10년간 시청 근처의 민간 빌딩을 리스해 '제2청사'로서 일부 기능을 두기로 했다. 그러나 연 2억 엔의 임대료와 함께 거품경제 붕괴에 따른 재정 악화로 신청사 건립 기금이 바닥나면서 결과적으로 현재까지 제2청사 이용을 계속하고 있다. 덧붙여 이 건물은 「고가네이 오쿠보 빌딩」이라고 하며, 오쿠보 신시치 전 시장의 친족이 소유하고 있다.

- 2000년에는 '고가네이 시정과 미래를 말하는 모임'이 직원 급여 7% 삭감을 요구하며 조례 제정의 직접 청구를 냈으나 의회는 이를 부결시켰다. 당시 시 직원의 과반수가 50세 이상이었기 때문에 인건비 비율이 높았다.

- 퇴직 직원의 퇴직금을 충당하지 못하고 시채를 발행해 조달하고 있다.

## 쓰레기 처리 문제
2005년 8월 1일부터 생활 쓰레기 수거가 유료화되었다. 또한 같은 해 7월부터 순차적으로 쓰레기 집하장이 폐지되고, 원칙적으로 각 가정마다 수거하는 것이 원칙이다. 쓰레기 봉투는 40리터짜리 쓰레기 봉투 10매에 800엔이다. 시행 초기와는 달리 2012년 현재 주변 지자체나 쓰레기 인수 대상 지자체에서도 비슷한 가격의 지정 쓰레기 봉투를 판매하는 지자체가 많다(무사시노시, 니시토쿄시, 후추시는 동액. 미타카시는 40L 10매에 750엔).
음식물 쓰레기의 퇴비화-비료화 추진, 음식물 쓰레기 처리기 구입 보조금을 지속적으로 실시했으머 퇴비화 촉진제 무료 배포도 실시하였다. 또한 보육원, 초-중학교 급식 등에서 나오는 음식물 쓰레기를 음식물 쓰레기 처리기로 수거해 비료로 만들어 관내 농가에 배포하는 시도도 하고 있다. 여름방학 등 장기휴가 기간에는 일반 가정에서 초등학교로 음식물 쓰레기를 가져와서 수거하기도 한다. 특이한 사례로는 2010년부터 건조된 음식물 쓰레기를 자원 쓰레기로 분류해 희망자에게 전용 용기를 미리 배부하고, 집집마다 수거를 실시하고 있다.
최종 처분장으로는 히노데마치에 있는 '니츠츠츠카 폐기물 광역처리장'을 이용한다. 처분장 설치자는 '도쿄 다마 광역자원순환조합'(약칭 '순환조합')으로, 다마 지역의 많은 지자체가 가입되어 있다.

### 구 니마이바시 청소 공장의 폐쇄
이전에는 '니마바시 위생조합'에 참여하여 그 시설에서 쓰레기를 처리하고 있었다. 조합은 고가네이시, 후추시, 조후시로 구성되어 3개 시 경계에 있는 '니마이바시 청소공장'을 운영하고 있었다. 그러나 시설의 노후화가 심각하게 진행되어 재건축이 검토되었으나, 고가네이 시민의 반대 운동이 일어나는 등 실현이 불가능한 것으로 판명되어 2007년 3월 31일 모든 소각로가 정지되었고, 2010년 3월에 조합이 해산되었다.
후추시, 조후시는 가동 중단 계획에 따라 사전에 대응책을 수립하고 각각 별도로 다른 도시와 함께 재구성했지만, 고가네이시의 대응책은 전혀 진척되지 않아 고가네이 쓰레기 문제가 불거지게 되었다.

### 시내 쓰레기 소각장 건설 반대 운동과 니마이바시 청소공장 부지에 쓰레기 소각장 건설 계획 발표
한때 무사시코가네이역 옆의 스네노메 재봉틀 공업 고가네이 공장 부지를 새 청소공장의 유력한 후보지로 검토했으나, 고가네이 시민들의 반대운동으로 포기하고 니마이바시 청소공장 부지에 쓰레기 처리시설을 건설하기로 했다. 그러나 니마바시 청소공장 부지는 조후시와 후추시의 시유지로, 애초에 시유지를 관리하는 양 도시의 동의를 얻지 않고 결정한 계획이었기 때문에 조후시는 거부하였다. 이 때문에 일정표를 작성하지 못하고 2006년 10월 1일에 무기한으로 쓰레기 비상사태를 선포했다.

### 긴급 조치
니마바시 위생조합 해산 후 쓰레기소각시설조합에 가입하지 않아 타 시의 후원을 받고 있었다. 소각로 가동 중단 후 임시 방편으로 인접한 고쿠분지시와 협약을 맺었다. 내용은 니마바시 청소공장 가동 중단 후 새로운 쓰레기 처리시설 계획을 수립하는 것을 전제로, 고쿠분지시가 운영하는 쓰레기 처리장에서 소각 처리를 받아들이기로 했다. 2010년도에는 이나키시, 고마에시, 후추시, 나카타시로 구성된 다마가와 위생조합에 7500톤, 히노시에 2400톤, 아키시마시에 2000톤, 하치오지시에 1500톤을 각각 처리해 달라고 요청했다. 또한 니시토쿄시, 히가시쿠루메시, 기요세시가 공동으로 운영하는 야나센엔 조합의 청소공장에도 수용을 협상했지만, 히가시쿠루메시 의회가 고가네이시 계획의 미흡함을 지적하며 수용에 난색을 표하는 의견서를 발표했다.

### 시장의 발언과 회수 불능 우려
2011년 4월, 이나바 시장의 위와 같은 조치에 대해 주변 지자체에 대한 쓰레기 위탁처리 비용 증가분을 '낭비'라고 공격했던 사토 가즈오가 새 시장으로 당선되었다. 그러나 선거 운동에서의 이 발언이 오히려 고가네이시의 쓰레기를 수용하고 있던 주변 지자체의 반발을 불러일으키게 된다. 시장 선거 전에 다마가와 위생조합이 수용하기로 결정한 2011년도 반출량 8000톤을 초과하는 약 5500톤의 쓰레기에 대해 새로운 반출 수용처가 결정되지 않아 수거 불가의 우려가 생기는 사태가 벌어졌다. 사토 시장은 6월 시의회에서 발언에 대해 "부적절했다"고 사과하는 한편, 주변 지자체에 '사과 행보'를 하고 있었으나 2011년 11월 1일 '사태 수습을 위해' 사임을 표명했다. 사토 시장은 같은 달 12일 사임했다.
같은 해 12월 18일 시장 선거에서 이 문제가 다시 쟁점이 되어, 이름을 밝히지는 않았지만 다른 후보를 신랄하게 비판하는 네거티브 캠페인을 포함한 1주일간의 치열한 선거전을 거쳐 '니마바시 소각장 건설'을 기본적으로 유지하겠다는 입장을 밝힌 이나바 전 시장이 재선에 성공해 다시 시장으로 취임했다. 선거 기간 동안 인근 9개 도시와 2개 마을의 단체장들이 이나바를 응원하기 위해 찾아와 "이나바는 친구다. 친구의 부탁이라면 받아들인다", "이나바가 시장이 되지 않으면 쓰레기 문제는 해결되지 않는다"는 지원 연설을 하며 끈끈한 유대감을 과시했다. 일본 전국 신문에 보도될 정도로 유명해진 쓰레기 문제였지만, 유권자들의 선거에 대한 관심은 낮아 투표율은 43.27%로 4월 선거(46.16%)를 밑돌았다.
2012년 4월, 코가네이시는 니마바시 소각장 부지의 쓰레기 공동처리를 포기한다고 고쿠분지시에 통보했다. 2012년 2월, 조후시가 니마바시 소각장 부지의 자기 소유분을 불연성 쓰레기 분리수거 시설 등으로 활용하기로 결정하고 고가네이시장에게 전달한 바 있다. 이는 해당 부지에 처리장 건설이 사실상 어려워진 것이 확정되었기 때문으로 보인다. 이에 대해 고가네이시는 처리장 건설 부지를 재검토하지 않겠다는 의사를 밝히며, 다른 지자체의 일부 사무조합 가입을 모색하게 된다.
2014년도 기준으로 고가네이시는 후추시, 이나기시, 고마에시, 나카타시, 나카쓰키시로 구성된 다마가와 위생조합, 오메시, 후쿠사시, 하무라시, 미즈호정으로 구성된 니시타마 위생조합, 고쿠분지시, 아키시마시 등에 가연성 쓰레기 처리를 의뢰하고 있었다.

### 3개 도시에 의한 광역 처리로
2015년 7월 1일, 고가네이시, 히노시, 고쿠분지시가 2015년도까지 히노시 이시다1초메에 가연성 쓰레기 처리시설을 건설, 가동, 운영하는 것을 목적으로 하는 일부 사무조합인 '아사카와 청류환경조합'을 설립했다(관리자는 히노시장, 다른 2명의 시장은 부관리자).
2020년 4월 1일, 아사카와 청류환경조합이 히노시 이시타1초메에 건설을 추진해 온 '아사카와 청류환경조합 가연성 쓰레기 처리시설'이 본격 가동을 시작했다.

## 어린이집 폐원을 둘러싼 시장 사퇴
2022년 10월 8일, 고가네이시의 시립 어린이집 일부 폐원을 둘러싸고 니시오카 신이치로(西岡真一郎) 시장이 시의회 의결을 거치지 않은 즉결 처분으로 조례를 개정한 문제로, 고가네이시의회는 이날 본회의에서 찬성 대 반대표로 즉결 처분을 불승인했다. 이에 불복해 니시오카 시장은 이날 밤 시의회에 사직서를 제출했고, 시의회는 동의했다. 사직서는 이날 오후 6시까지 제출했다. 계속 심의 중인 조례안을 즉결 처분으로 개정해 불승인으로 간주하고 사퇴하는 이례적인 일이 벌어졌다. (하나이 카츠키, 마쓰시마 쿄타, 우메노 미츠하루)

## 교육
공립학교 학생의 학력은 비교적 수준이 높은 곳으로 알려져 있다. 매년 실시되고 있는 초중학교 학생 대상의 도쿄도 학력 테스트에서는 중학교가 제1회에서 1위가 된 것 외에 계속 상위에 붙어 있다.

### 유치원
국립
- 도쿄 학예대학 부속 유치원 고가네이 원사

### 초등학교
국립
- 도쿄 학예대학 부속 고가네이 초등학교

공립
- 고가네이시립 고가네이 제1초등학교
- 고가네이시립 고가네이 제2초등학교
- 고가네이시립 고가네이 제3초등학교
- 고가네이시립 고가네이 제4초등학교
- 고가네이시립 히가시 초등학교
- 고가네이시립 마에하라 초등학교
- 고가네이시립 혼초 초등학교
- 고가네이시립 미도리 초등학교
- 고가네이시립 미나미 초등학교

### 중학교
국립
- 도쿄 학예대학 부속 고가네이 중학교

공립
- 고가네이시립 고가네이 제1중학교
- 고가네이시립 고가네이 제2중학교
- 고가네이시립 히가시 중학교
- 고가네이시립 미도리 중학교
- 고가네이시립 미나미 중학교

사립
- 무사시노히가시 중학교

### 고등학교
공립
- 도쿄도립 다마 과학기술고등학교
- 도쿄도립 고가네이 공업고등학교
- 도쿄도립 고가네이 기타고등학교

사립
- 주오 대학 부속 중학교·고등학교
- 국제기독교대학 고등학교
- 도쿄 전기대학 중학교·고등학교

### 대학
국립
- - 도쿄 가쿠게이 대학
  - 도쿄 농공대학 공학부 고가네이 캠퍼스

사립
- - 호세이 대학 고가네이 캠퍼스

## 교통

### 철도
- 동일본 여객철도 주오 쾌속선(주오 본선)
  - 무사시코가네이역 - 히가시코가네이역
- 세이부 철도 다마가와선
  - 신코가네이역

### 도로
- 고속도로
  - 주오 자동차도
  - 이쓰카이치 가도
  - 도쿄도도 제7호선
  - 도쿄도도 제136호선
  - 도쿄도도 제134호선
  - 도쿄도도 제14호선
  - 도쿄도도 제15호선
  - 도쿄도도 제248호선
  - 도쿄도도 제247호선
  - 도쿄도도 제133호선

### 버스 노선
- 게이오 버스 고가네이 - 시내에 고가네이 영업소가 소재한다. 노선은 고다이라시나 고쿠분지시, 미타카시, 무사시노시, 후추시에도 걸쳐 있다.
- 게이오 버스 - 주로 주오선 이남 지역과 CoCo 버스를 담당. 후추시나 조후시 방면의 노선도 운행한다.
- CoCo버스·CoCo버스 미니(고가네이시 커뮤니티버스) - 게이오 버스와 쓰쿠바 관광교통이 수탁한다.
- 은하철도 - 고다이라역과 고쿠분지역을 잇는 노선이 시내를 경유한다.
- 세이부 버스 - 무사시코가네이역에서 기타카미해 고다이라시·히가시쿠루메시·기요세시로 운행한다.
- 오다큐 버스 - 미타카역과 무사시코가네이역, 미타카역·무사시경역과 신코가네이역을 연결하는 노선, 무버스의 경계·히가시코가네이선을 담당한다.
- 간토 버스 - 미타카역과 무사시코가네이역을 연결하는 노선 등을 담당한다.

## 관광

### 공원
- 고가네이 공원 - 고다이라시에 걸쳐 니시도쿄시에 인접한 도영 공원
- 노가와 공원 - 미타카시, 조후시와 고가네이시에 걸쳐 있다.
- 다마 공원 - 후추시에 속하지만 일부 고가네이시에 걸쳐 있는 도영 공원.
- 무사시노 공원 - 후추시에 걸쳐 있는 도영 공원.
- 고리야마 공원

### 신사·절
- 산코인
- 진조인
- 사이넨지
- 고가네이 신사
- 야에가키 이나리 신사
- 기타제키노하치만 신사
- 야마모리 신사
- 이치키지마 신사
- 세키노텐 신사
- 가사모리 이나리 신사
- 히에 신사
- 야하타 신사
- 고레마사 이나리 신사
- 가미미야오사와 신사
- 누쿠이 신사
- 이나리 신사
- 신묘궁
- 이나호 신사

## 인구
| 연도 | 인구    | ±%      |
| ---- | ------- | ------- |
| 1920 | 3,866   | —       |
| 1930 | 6,129   | +58.5%  |
| 1940 | 12,650  | +106.4% |
| 1950 | 22,616  | +78.8%  |
| 1960 | 45,734  | +102.2% |
| 1970 | 94,448  | +106.5% |
| 1980 | 102,456 | +8.5%   |
| 1990 | 105,899 | +3.4%   |
| 2000 | 111,825 | +5.6%   |
| 2010 | 118,852 | +6.3%   |
| 2020 | 126,074 | +6.1%   |